# Accent agut doble
L'accent agut doble (˝) és un signe diacrític que s'usa per modificar algunes vocals de l'alfabet. Pot designar:
- Durada: indica les variants llargues ő i ű de les vocals ö i ü en hongarès.
- Tonalitat: marca una pujada de to en algunes llengües eslaves.